# Falmouth (Cornovaglia)
Falmouth (in lingua cornica Aberfal) è una cittadina di 21 635 abitanti della Cornovaglia, nel sud-ovest dell'Inghilterra, situata lungo l'estuario su La Manica del fiume Fal.

## Edifici d'interesse
- Castello di Pendennis

## Amministrazione

### Gemellaggi
- Douarnenez, Francia